# Olympische Sommerspiele 1988/Basketball
Bei den Olympischen Sommerspielen 1988 in Seoul gab es ein Herren- und ein Damen-Turnier im Basketball. In der Jamsil-Sporthalle fanden die insgesamt 66 Spiele beider Turniere vom 17. bis zum 30. September 1988 statt. Die Mannschaften mussten zuvor ein Qualifikationssystem durchlaufen und traten dann in Seoul in Gruppen- und anschließenden K.-o.-Spielen. Das Männer-Turnier gewann die Mannschaft aus der Sowjetunion vor Jugoslawien und den USA. Gold im Damen-Turnier ging an die Mannschaft der USA, die sich vor Jugoslawien und der UdSSR durchsetzte.

## Vorbereitungen

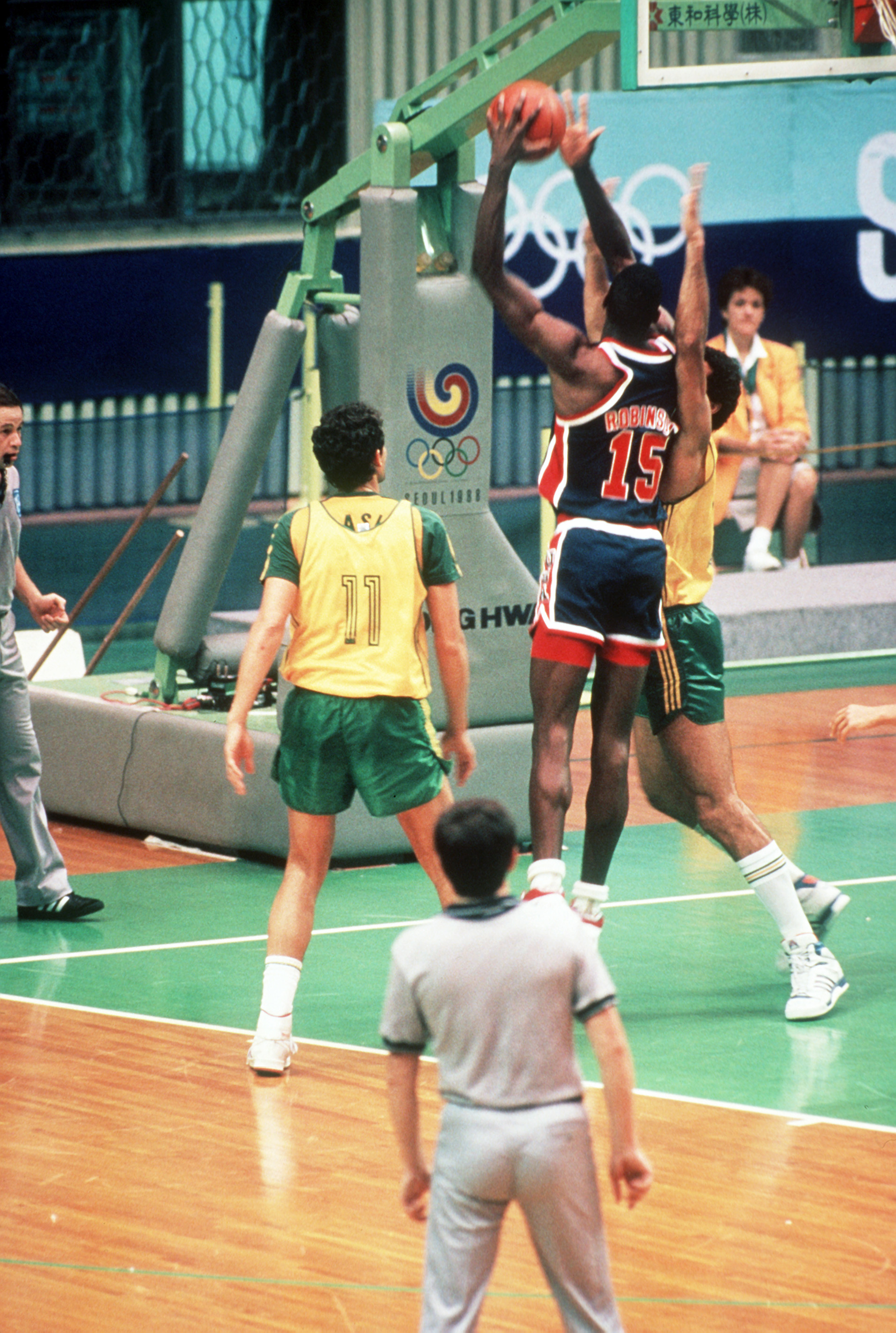
Korb im Spiel Brasilien gegen die USA in der Vorrunde

Wie bei den anderen Mannschaftssportarten Fußball, Handball, Hockey und Volleyball fanden regionale und internationale Qualifikationsturniere statt. Um am olympischen Turnier teilzunehmen, musste die jeweilige Mannschaft sich in diesen Turnieren qualifizieren und dies von der Fédération Internationale de Basketball. Nur die Mannschaften der Gastgebernation Südkorea und die Olympiasieger der Olympischen Sommerspiele 1984 in Los Angeles, die sowohl bei den Herren und Damen die USA waren. Bei den Männern qualifizierten sich Spanien, die Sowjetunion und Jugoslawien in der europäischen Qualifikation, Kanada, Brasilien und Puerto Rico in der amerikanischen und die Zentralafrikanische Republik und Ägypten in der afrikanischen Qualifikation. Hinzu kamen die Volksrepublik China aus Asien und Australien aus Ozeanien. Für das Damen-Turnier konnten sich über das Qualifikationsturnier in Kuala Lumpur, das im Juni 1988 abgehalten wurde, Jugoslawien, die Sowjetunion, Bulgarien, die Tschechoslowakei, Australien und die Volksrepublik China.
Die Abteilung des Organisationskomitees für die Organisation der Basketballwettbewerbe wurde am 1. November 1987 eingerichtet und verlegte ihr Büro am 20. April 1988 in die Jamsil-Sporthalle, um mit den direkten Vorbereitungen der Turniere zu beginnen. Insgesamt gehörten ihr fünf Manager und 21 leitende Angestellte, sowie sechs Mitglieder des SLOOC-Stabs, 446 freiwillige Helfer und 192 Hilfskräfte. Die Turniere des Asienspiele 1986 und das vorolympische Basketball-Turnier des Jahres 1987 wurden als Testwettbewerbe genutzt, um die Abläufe zu testen und zu verbessern. Die olympischen Turniere wurden von 28 Offiziellen der FIBA überwacht.
Den teilnehmenden Mannschaften wurden fünf Trainingshallen zur Verfügung gestellt. Der Ball wurde von der Morton Rubber Company aus Japan gefertigt.

## Medaillenspiegel
Die olympischen Basketball-Turniere waren von dem Duell der Großmächte Sowjetunion und USA geprägt, die erstmals nach zwölf Jahren bei Olympischen Spielen aufeinandertrafen. Bei den Herren konnten sich das sowjetische Team durchsetzten und gewann Gold, während die USA Bronze holten. Im Damen-Turnier ging es andersherum aus und die USA wurden Olympiasieger, den dritten Rang belegte die Mannschaft der UdSSR. In beiden Turniere konnte die jeweilige jugoslawische Mannschaft in das Finale einziehen, unterlag dort jedoch und gewann somit Silber.

## Männer
| Platz | Land | Athleten |
| ----- | ---- | --- |
| 1     | URS  | Alexander Belostenny, Alexander Wolkow, Šarūnas Marčiulionis, Waleri Goborow, Igors Miglinieks, Rimas Kurtinaitis, Tiit Sokk, Arvydas Sabonis, Sergei Tarakanow, Waleri Tichonenko, Valdemaras Chomičius, Wiktor Pankraschkin |
| 2     | YUG  | Dražen Petrović, Zdravko Radulović, Zoran Čutura, Dino Rađa, Toni Kukoč, Žarko Paspalj, Željko Obradović, Stojko Vranković, Jurij Zdovc, Vlade Divac, Franjo Arapović, Danko Cvjetićanin                                      |
| 3     | USA  | Mitch Richmond, David Robinson, Charles D. Smith, Charles E. Smith, J. R. Reid, Danny Manning, Jeff Grayer, Dan Majerle, Hersey Hawkins, Bimbo Coles, Stacey Augmon, Willie Anderson                                          |

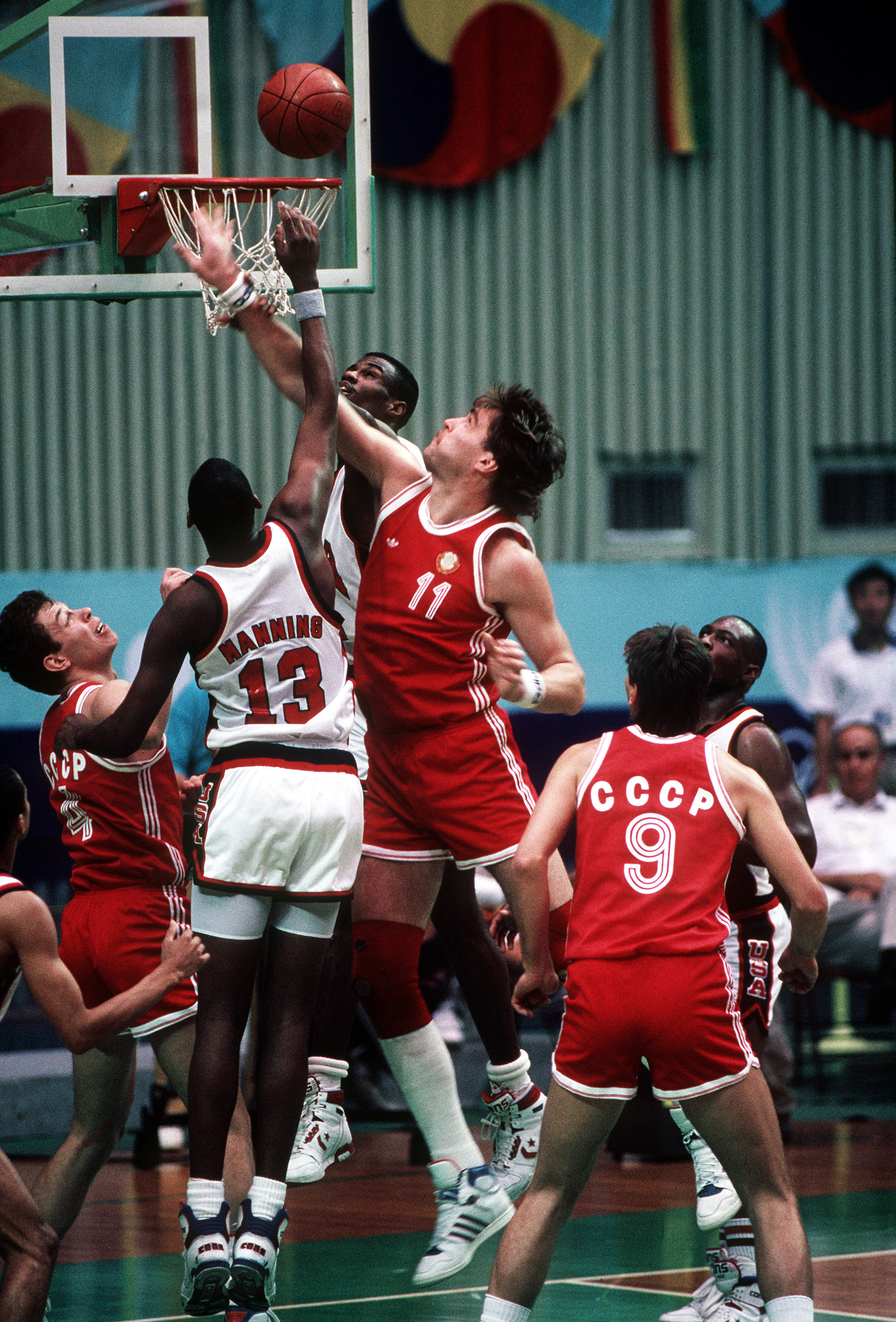
Das Aufeinandertreffen der Mannschaften aus den USA und der UdSSR im Halbfinale des Männer-Turniers

In der Gruppe A des Männer-Turniers befanden sich Südkorea, die UdSSR, Jugoslawien, Puerto Rico, Australien und Zentralafrika, in der Gruppe B die USA, Spanien, Brasilien, die Volksrepublik China, Kanada und Ägypten. Im Viertelfinale setzten sich die Mannschaft aus Jugoslawien, die Kanada mit 95:73 besiegten, und die der USA, die mit 94:57 gegen Puerto Rico siegte, klar durch. Die Sowjetunion hingegen kam zu einem knappen 110:105 gegen die Mannschaft aus Brasilien und Australien setzte sich mit dem Stand von 77:74 gegen Spanien durch. Im Halbfinale kam es zum Aufeinandertreffen der Mannschaften aus den USA und der UdSSR. Die USA unterlagen mit 76:82. Als zweites Team konnte sich Jugoslawien für das Finale qualifizieren. Die Goldmedaille ging an die Mannschaft der Sowjetunion, die mit 76:63 das Finale gewann und damit ihren Erfolg von 1972 in München wiederholte. Zur Mannschaft gehörten unter anderem Šarūnas Marčiulionis und Rimas Kurtinaitis. Silber gewann das Team von Jugoslawien, Bronze die Mannschaft der USA, die im Spiel um Platz drei Australien mit 78:49 bezwang.

## Frauen
| Platz | Land | Athleten |
| ----- | ---- | --- |
| 1     | USA  | Teresa Weatherspoon, Suzie McConnell, Bridgette Gordon, Katrina McClain, Andrea Lloyd, Kamie Ethridge, Vicky Bullett, Jennifer Gillom, Teresa Edwards, Anne Donovan, Cynthia Cooper, Cindy Brown        |
| 2     | YUG  | Stojna Vangelovska, Eleonora Wild, Danira Nakić, Žana Lelas, Razija Mujanović, Bojana Milošević, Mara Lakić, Vesna Bajkuša, Sladjana Golić, Kornelija Kvesić, Anđelija Arbutina, Polona Dornik          |
| 3     | URS  | Olesja Barel, Olga Burjakina, Irina Gerliz, Halina Sawizkaja, Olga Jewkowa, Natalja Sassulskaja, Irina Minch, Irina Sumnikowa, Alexandra Leonowa, Vitalija Tuomaitė, Jelena Chudaschowa, Olga Jakowlewa |

19. bis 29. September

In der Gruppe A des Frauen-Turniers befanden sich Südkorea, Australien, die UdSSR und Bulgarien, in der Gruppe B die Volksrepublik China, die USA, Jugoslawien und die Tschechoslowakei. Bei den Damen ging das Duell der Supermächte im Halbfinale andersherum aus und die USA setzten sich mit 102:88 gegen die UdSSR durch. Nach der Gruppenphase kam es direkt zu den Halbfinals. Im Gegensatz zu den Männern konnten sich die US-Frauen mit der 102:88 gegen die Mannschaft der UdSSR durchsetzen. Als zweites Team zog Jugoslawien nach einem knappen 57:56-Sieg gegen Australien ins Finale ein. Dort gewann das US-Team mit 77:70 gegen die Mannschaft aus Jugoslawien und holte damit Gold. Besonderen Anteil an diesem Sieg hatte die Center-Spielerin Anne Donovan. Ein weiteres Teammitglied war Teresa Edwards, die eine ihrer insgesamt vier olympischen Goldmedaillen gewann. Bronze gewann die Mannschaft der UdSSR, die im kleinen Finale Australien mit 68:53 besiegte.